# 海南中麝鼩
海南中麝鼩（学名：Crocidura wuchihensis）也称海南小麝鼩、五指山小麝鼩、五指山麝鼩，一种分布于中国海南岛及越南东北部地区的小型哺乳动物，隶属于鼩鼱科麝鼩属。

## 分类地位
本种由中国学者汪松于1966年描述发表，发表时视为南小麝鼩（Crocidura horsfieldi）的亚种。

## 形态特征
正模标本为雄性成体，体长50毫米，尾长39毫米。通体皮毛为深灰褐色，腹部毛色略淡。尾近基部有稀疏的细长毛。后足足背复毛稀疏，毛色浅淡。口须较长，向后可超出耳基部很远。